# Међународни славистички центар
Међународни славистички центар представља најстарију институцију овог типа у словенском свету. Канцеларија овог центра се налази у згради Филолошког факултета Универзитета у Београду и активно ради већ 50 година.

## Оснивање центра
Међународни славистички центар постоји још од 1970. године, а основан је при Филолошком факултету у Београду 1971. године. Оснивачи овог центра су:
- Филолошки факултет у Београду;
- Филозофски факултет у Новом Саду;
- Филолошки факултет у Приштини и
- Завод за међународну научну, просветну, културну и техничку сарадњу Републике Србије.[1]

## Главни циљ
Главни циљ овог центра јесте подстицање и помоћ у проучавању наше књижевне културне баштине, као и учење српског језика у иностранству. Посебна пажња се посвећује светским институцијама, које се баве језиком, књижевношћу и културом српског народа. Својим активностима повезује катедре славистике на страним универзитетима са делатношћу слависта у нашој држави.

## Управници (1971- )
- Слободан Марковић (1971-1980);
- Радмила Пешић (1980-1983);
- Нада Милошевић-Ђорђевић (1984-1985);
- Живојин Станојчић (1986-1987);
- Јован Деретић (1988-1989);
- Божо Ћорић (1990-1998);
- Злата Бојовић (1998-2010);
- Драгана Мршевић Радовић (2010- ).[1]

## Важни догађаји
Међународни славистички центар је такође и организатор догађаја који окупља научнике и студенте широм света.
- Међународни научни скуп се дешава током Вукових дана у септембру, на коме учествују светски научници који се баве славистиком, а посебно и србистиком. Након завршеног скупа, објављују се зборници. Објављено је око 100 књига, које се налазе у свим светским славистичким библиотекама, на преко 110 катедара на којима се учи српски језик. Велики број научника је учествовао на научним скуповима, међу којима су и највећи светски лингвисти, србисти и слависти, као и значајни домаћи професори универзитета и академци.

- Скуп слависта (Семинар за српски језик, књижевност и културу) је најстарији и једини семинар највишег нивоа на Универзитету. Организује се за стране студенте српског језика, источноевропских студија, студија политикологије, права итд. Семинар представља и тзв. "летњу школу", које се налазе у свим европским земљама. Континуирано се одржава сваке године у септембру, а јубиларни 50. скуп је одржан у септембру 2020. године. Током протеклих 50 скупова, велики број студената из целог света је присуствовао семинару, а они су данас дипломате, преводиоци српске књижевности, новинари, професори и асистенти на преко 100 светских универзитета.[1]